# Lupinus albicaulis
Lupinus albicaulis är en ärtväxtart som beskrevs av David Douglas. Lupinus albicaulis ingår i släktet lupiner, och familjen ärtväxter.

## Underarter
Arten delas in i följande underarter:
- L. a. albicaulis
- L. a. shastensis